# Clara Ledesma
Clara Ledesma Terrazas (n. 5 martie 1924, Santiago de los Caballeros, Santiago Province⁠(d), Republica Dominicană – d. 25 mai 1999, New York City, New York, SUA) a fost o artistă renumită din Republica Dominicană. A fost cunoscută în special pentru portretele sale expresive și pentru picturile sale cu subiecte sociale și politice. 

## Date biografice
Clara Ledesma s-a născut în Santiago de los Caballeros și a început să studieze arta la Școala Ercilia Pepín. În adolescență, a studiat sub îndrumarea lui Yoryi Morel la Academia Yoryi.
Mai târziu, Ledesma a devenit una dintre primele femei care s-au înscris și absolvit cu succes cursurile Școlii Naționale de Arte Frumoase din Santo Domingo, pe care a absolvit-o în 1948. Printre profesorii săi s-au numărat Celeste Woss y Gil și George Hausdorf, dar principalul ei mentor a fost profesorul de pictură Josep Gausachs. Printre colegii săi de studii s-au numărat artiști de renume, precum Gilberto Hernández Ortega și Eligio Pichardo. 
După absolvire, Ledesma a acceptat un post de profesor de desen la aceeași școală. Cariera sa didactică a fost prolifică, iar elevii săi au inclus mulți artiști dominicani notabili, cum ar fi Ada Balcácer, Ramón Oviedo și Iván Tovar. 

## Cariera artistică
În 1949, Clara Ledesma a avut prima sa expoziție personală la Ateneo din San Pedro de Macorís. Doi ani mai târziu, în 1951, a deschis un studio și o galerie în Santo Domingo, unde și-a expus atât propriile lucrări, cât și pe cele ale altor artiști. Succesul expoziției sale personale din 1952 i-a permis să călătorească în Europa pentru a-și continua studiile de artă. A studiat pictura în Barcelona și Madrid și și-a expus lucrările în galerii din Spania. În plus, Ledesma a călătorit la Lisabona și Paris pentru a vizita muzee importante și a cunoaște artiști din lumea întreagă.
Experiența sa europeană a fost o mare sursă de inspirație pentru Ledesma, care a fost influențată în special de lucrările lui Marc Chagall, Joan Miró și Paul Klee. În timpul șederii sale în Europa, l-a întâlnit și pe artistul originar din Bolivia, Walter Terrazas, care a devenit partenerul ei și s-a întors cu ea în Santo Domingo în 1954. Împreună, cei doi au deschis o nouă galerie de artă în Santo Domingo și au organizat expoziții și evenimente culturale importante în Republica Dominicană.
În Santo Domingo, Clara Ledesma a lucrat îndeaproape cu alți artiști dominicani importanți, precum Gilberto Hernández Ortega, Josep Gausachs și Jaime Colson. În 1955, ea a fost numită director adjunct al Școlii Naționale de Arte Frumoase.
În 1961, Clara Ledesma și soțul ei s-au mutat la New York City, unde a deschis o altă galerie de artă. A trăit și a lucrat acolo până la moartea sa, în 1999. În timpul anilor săi petrecuți în Statele Unite, Ledesma a continuat să creeze opere de artă și să expună în expoziții atât în America de Nord, cât și în Republica Dominicană. 

### Expoziții și opere de artă
Clara Ledesma a avut numeroase expoziții personale internaționale, inclusiv evenimente la Madrid, Mexico City și New York, și a participat la expoziții de grup în Brazilia, Spania, Cuba, Haiti, Venezuela, Argentina și Puerto Rico. Aceste expoziții i-au adus recunoaștere internațională și i-au consolidat poziția ca unul dintre cei mai importanți artiști din Republica Dominicană.
Picturile lui Ledesma variază ca stil, de la expresionism și suprarealism la abstracție. Este cunoscută pentru utilizarea culorilor strălucitoare, a figurilor imaginative și pentru sentimentul de magie și misticism creat în picturile și desenele sale. Lucrările ei au fost descrise ca fiind pline de viață, jucăușe și ironică, dar și cu o mare grijă pentru detaliu și compoziție.
În 1955, jurnalistul Horia Tănăsescu a descris opera lui Clara Ledesma astfel: "Uneori ironică, adesea jucăușă, dar având mare grijă în realizarea picturilor sale, această artistă introduce pe scena artistică națională un entuziasm pentru viață care contrastează izbitor cu solemnitatea majorității colegilor ei.” 
Clara Ledesma a abordat și realismul social în lucrările sale, și este cunoscută pentru seria sa care subliniază inegalitățile rasiale ale vremii. Ea a încercat să reprezinte picturi native, cu o preocupare pentru problemele sociale, dar departe de dramatism. Una dintre cele mai bune perioade ale sale a fost marcată de problema negrului.
Lucrările de artă ale lui Ledesma pot fi găsite în diverse colecții private din întreaga lume. De asemenea, lucrările sale pot fi văzute în colecțiile unor muzee de prestigiu, cum ar fi Muzeul Metropolitan din New York, Muzeul Metropolitan din Miami, Muzeul de Artă Modernă din Mexic, Muzeul de Artă Contemporană din Madrid și Galeria de Artă Modernă din Santo Domingo. Lucrările lui Ledesma au fost expuse, de asemenea, la Galeria Sarduy din New York, la Galeria de Artă Nader, la Signs din New York și la Galeria de Artă Modernă din Santo Domingo. 

## Moartea
Clara Ledesma a murit în Jamaica, Queens, la vârsta de 75 de ani, pe data de 2 ianuarie 1999. Ea a lăsat în urmă o moștenire artistică semnificativă și a fost considerată ca fiind una dintre cele mai importante artiste din Republica Dominicană și din întreaga lume.

## Premii și distincții
Clara Ledesma a câștigat mai multe premii și recunoașteri pe parcursul carierei sale artistice. 
- 1948: Gran Premio de Pintura de Bellas Artes en Escultura[9]
- 1949: Mențiune de onoare, Exposición Femenina de Bellas Artes, Brazilia
- 1950: Premiul al treilea, pictură, La V Bienal Nacional de de Artes Plásticas de Santo Domingo
- 1951: Reprezentant al Republicii Dominicane la I Bienal Hispanoamerica de Arte, Madrid
- 1951: Reprezentant al Republicii Dominicane la a II-a Bienală Hispanoamericană de Artă, Havana
- 1954: Premiul I, desen, La VI Bienal Nacional de de Artes Plásticas de Santo Domingo pentru "Retrato"[11]
- 1956: Premiul I, pictură, La VII Bienal Nacional de Artes Plásticas de Santo Domingo
- 1958: Premiul I, pictură, La VIII Bienal Nacional de Artes Plásticas de Santo Domingo, pentru "El Sacrificio del Chivo" ("Sacrificiul caprei")
- 1960: Premiul al doilea, pictură, La X Bienal Nacional de Artes Plásticas de Santo Domingo, pentru "Crepusculo en una Aldea" ("Amurg într-un sat")
- 1960: Expoziție personală la Contemporaries din New York

- 1963: Premiul al doilea, pictură, și premiul întâi, desen, La XI Bienal Nacional de Artes Plásticas de Santo Domingo
- 1964: Premiul al doilea, desen, el Primer Concurso Anual de Arte Eduardo León Jimenes, pentru "Eco atávico"[12]
- 1996: Cavaler al Ordinului de Merit al lui Duarte, Sánchez și Mella, acordat de Leonel Fernández Reyna, președintele Republicii Dominicane
- 1999: Diploma de Onoare, Asociación Dominicana Críticos de Arte, ADCA/AICA (post-mortem)
- 2010: Premiul Național pentru Arte Plastice (post-mortem)
- La Bienal de Madrid, Premio Nicaragua și Medalla de Oro